# Альмединген (дворянский род)
Альмеди́нген (Almedingen) — дворянский род швейцарского происхождения.

## Представители
- Алексей Александрович Альмединген (1794 — 3 апреля 1849) — коллежский советник, переселившийся в Россию «воспитанник и близкий родственник графа Священной Римской Империи». Вступил в службу в 1808 в канцелярию горного начальника Олонецких, Петербургских и Кронштадтских заводов в чине унтер-шталмейстера 3-го класса. С 1819 в Твери, в Департаменте разных податей и сборов, советник управляющего Тверской казенной палаты по отделению питейных сборов. Награждён орденами Святой Анны 3 степени, Святого Владимира 4 степени, Святого Станислава 3 степени. По ходатайству Алексея Александровича Альмедингена род внесен в 1838 году в 3-ю часть дворянской родословной книги Тверской губернии. Был дважды женат; от первого брака с Марией Христиановной Крейтер имел двух сыновей и дочь. Похоронен в Желтиковом монастыре Тверского уезда.
- Николай Алексеевич Альмединген (6 ноября 1827 — ?) — его старший сын, губернский секретарь, выйдя в отставку, занялся предпринимательской деятельностью: организовал переплётную мастерскую, затем парфюмерную фабрику, но разорился. Занимался сельским хозяйством. Автор книг: «Руководство к практическому сельскому хозяйству вольнонаемным трудом» (СПб., 1863) и «Сельское хозяйство Саратовской губернии. По вопросу об истреблении вредных насекомых в садах» (Саратов, 1871). Был женат на Софии Константиновне, имел десятерых детей, из которых трое — Екатерина, Алексей и Александр известны как издатели и литераторы.
- Екатерина Алексеевна Альмединген (в замужестве Сысоева) (13 октября 1829 — 4 декабря 1893) — сестра Николая Алексеевича, с 1880 издатель и редактор педагогического журнала «Воспитание и обучение». С 1882 издавала также выделившийся из него журнал для юношества «Родник». Переводила с английского, немецкого и французского языков, печатала свои очерки и рассказы в журналах, автор книг: «Очерки и рассказы (для юношества)» (Санкт-ПетербСанкт-Петербург, 1877), «История маленькой девочки» (Санкт-Петербург, 1879), «Жизнь Гарриет Бичер-Стоу» (Санкт-Петербург, 1892). Привлекла к участию в редактировании своих журналов племянника, Алексея Николаевича Альмедингена, который с 8-ми лет воспитывался в её бездетной семье. Похоронена на Волковском православном кладбище в Санкт-Петербурге.
- Алексей Николаевич Альмединген (25 февраля 1855, с. Великорецкое Вятской губ. — 30 ноября 1906, Царское Село) — генерал-майор и издатель. В 1885 году окончил Военно-юридическую академию; служил в Главном артиллерийском управлении (ГАУ); издавал журналы для детей «Родник» и «Солнышко».
- Екатерина Николаевна Альмединген (18 сентября 1853, г. Орлов Вятской губ. — 20 января 1887, Санкт-Петербург) — сестра Алексея Николаевича, детская писательница (псевдоним Е. Александрова). В 1865-70 училась в Нижегородской женской гимназии, затем преподавала русский язык и историю. В журналах «Воспитание и обучение» и «Родник» печатала очерки и рассказы на исторические темы, этнографические статьи. В 1883-87 в газете «Новости» публиковались её корреспонденции из Нижнего Новгорода. Автор книг «Нижний Новгород» (Санкт-Петербург, 1884), «Ф. Н. Слепушкин» (Санкт-Петербург, 1885), «История маленькой швеи» (Санкт-Петербург, 1901), «И. П. Кулибин, механик-самоучка» (5 изд., Санкт-Петербург, 1904). Посмертно опубликованы: «Ошиблись. Картинки семейной жизни» («Новь», 1888, ? 8-10), перевод пьесы Э. Ростана «Самарянка» (Харьков, 1909).
- Александр Николаевич Альмединген (1857—1912) — брат Алексея Николаевича, химик, товаровед, винодел, издатель, писатель, педагог.
- Наталья Алексеевна Альмединген (в замужестве Тумим; 27 июля 1883, Санкт-Петербург — 18 мая 1943, Ленинград) — старшая дочь Алексея Николаевича, педагог, литератор, историк, профессор (с 1919). После окончания гимназии училась на Бестужевских курсах (1902—1905). При жизни отца сотрудничала (с начала 1900-х гг.) в его журналах, в 1909—1916 — их издатель и редактор (с 1912 года совместно с сестрой Татьяной). Активный сотрудник петербургского Фрёбелевского общества (с 1907). Одна из инициаторов и организаторов 1-го Всероссийского съезда по семейному воспитанию (1912—1913). С 1918 года работала в Институте дошкольного образования, слившимся позднее с Ленинградским государственным педагогическим институтом им. Герцена (с 1919 года — профессор, 1923—1924 гг. — ректор, 1925—1929 гг. — заведующий кафедрой педагогики), и в Коммунистическом политическо-просветительском институте им. Н. К. Крупской. Автор педагогических, исторических и литературно-художественных сочинений: «Жизнь Александра Гамильтона» (Пг., 1918), «Мультатули» (Пг., 1919), «Грамотное письмо» (Пг., 1923), «Дошкольные учреждения и внешний мир» (М., 1924), «История дошкольной педагогики. Хрестоматия» (т. 1, Л., 1940), «Педагогические опыты и взгляды Р. Оуэна» (М., 1960) и др. Перевела на русский язык и обработала для детей ряд произведений Дж. Лондона, Э. Сеттон-Томпсона, Мультатули.
- Татьяна Алексеевна Альмединген (1885—1942) — младшая дочь Алексея Николаевича, в 1912—1916 гг. — соредактор журналов «Родник» и «Солнышко». Автор книг для детей: «Детские майские союзы» (Санкт-Петербург, 1912), «Игры в доме и на воле», «Что я сам могу сделать?» (Санкт-Петербург, 1914), «Допотопные чудовища» (Санкт-Петербург, 1914); составитель сборников стихов и рассказов для детей, сборников загадок, занимательных задач, сказаний и т. п.
- Борис Алексеевич Альмединген — сын Алексея Николаевича.